# Anomalon glabrum
Anomalon glabrum är en stekelart som beskrevs av Dasch 1984. Anomalon glabrum ingår i släktet Anomalon och familjen brokparasitsteklar. Inga underarter finns listade i Catalogue of Life.